# ییرژی روسیتسکی (بازیکن فوتبال، زاده ۱۹۷۷)
ییرژی روسیتسکی (چکی: Jiří Rosický؛ زاده ۱ نوامبر ۱۹۷۷) بازیکن فوتبال سابق اهل جمهوری چک است که در پست هافبک بازی می‌کرد.

## دوران فوتبال
یرژی در ده سالگی به رده جوانان تیم اسپارتا پراگ پیوست. روسیتسکی به مدت چهار سال برای تیم رزور اتلتیکو مادرید در دسته سگوندا دیویسیون بازی کرد. در فصل ۲۰۰۰–۱۹۹۹ از آنجا که تیم اصلی اتلتیکو مادرید از دسته برتر سقوط کرد، روسیتسکی در آخرین دوران حضورش در تیم رزرو به دسته پایین تر سقوط کرد. سپس به مدت سه سال برای تیم برگنتس در فوتبال اتریش بازی کرد و در ۶۳ بازی برای این تیم ۳ گل زد.
در فصل ۰۴–۲۰۰۳ برای باشگاه کشورش، یابلونتس توپ زد و در آخرین دوران بازی‌اش پیش از بازنشستگی در سن ۲۹ سالگی به علت مشکلات زانو برای بوهمیانس ۱۹۰۵ بازی کرد.

## زندگی شخصی
پدر یرژی روسیتسکی، که همنام او نیز است بازیکن سابق فوتبال بود که به عنوان مدافع در دهه ۱۹۷۰ بازی می‌کرد. برادر کوچکتر او توماش روسیتسکی نیز از بازیکنان فوتبال بود که به عنوان بازیکن میانی سابقه بازی در تیم‌های مطرحی چون دورتموند و آرسنال را در کارنامه داشت و از بازیکنان ثابت تیم ملی چک بود.